# Aigrefeuille-d'Aunis
Aigrefeuille-d'Aunis je francouzská obec v departementu Charente-Maritime v regionu Poitou-Charentes. V roce 2010 zde žilo 3 707 obyvatel. Je centrem kantonu Aigrefeuille-d'Aunis.